# Марія Мазовецька
Марія Мазовецька (пол. Maria Mazowiecka, 1408 або 1415 — 14 лютого 1454) — донька князя плоцького Земовита IV та литовської княжни Олександри Ольгердівни, дружина герцога Померанії Богуслава IX. Регентка Померанії у 1446—1449 роках.

## Біографія
Народилась у 1408 або 1415 році в родині князя Плоцького, Равського, Візненського та Бевзького Земовита IV та його дружини Олександри Ольгердівни з роду Ягеллонів. Мала п'ятеро братів та шестеро сестер. Батько помер, коли Марія була підліткою. Основну частину володінь успадкував її старший брат Земовит V.
У 1432 році була видана в шлюб з герцогом Померанським Богуславом IX. Шлюб зміцнив союз між Померанією та Литвою проти Тевтонського ордена. Тевтонці, в результаті, втратили землю, яка поєднувала їх зі Священною Римською імперією. Орден намагався запобігти весіллю, тож нареченому довелося прибути до Познані вдягненим як паломник. Вінчання пари пройшло 24 липня у Познані. Наступного року Богуслав брав участь у Польсько-тевтонській війні на боці поляків.
Після смерті чоловіка у грудні 1446 Марія стала регенткою Померанії до повернення Еріка I у 1449 році. У 1451 році видала доньку в шлюб з принцом Вольгасту. Померла 14 лютого 1454, коли Софія була вагітна первістком. Похована у каплиці Слупського замку.

## Родина
Чоловік —   Богуслав IX,  герцог  Померанський
Діти:
- Софія (1435—1497) — дружина герцога Померанії Еріка II, мала численних нащадків;
- Александра (1437—1451) — у 1446 році була заручена з Альбрехтом Бранденбурзьким;
- донька (? — до листопада 1449) — померла в ранньому віці.